# Lijst van burgemeesters van Genderen
Dit is een lijst van burgemeesters van de voormalige Nederlandse gemeente Genderen in de provincie Noord-Brabant.

In de loop van de geschiedenis heeft deze gemeente verschillende officiële namen gehad. Tot 8 mei 1819 heette de gemeente Eethen, Genderen en Heesbeen. Aansluitend tot 1 augustus 1908 Heesbeen, Eethen en Genderen, in welke periode ook de niet officiële naam Heesbeen c.a. wel voor de gemeente werd gebruikt. Van 1 augustus 1908 tot 1 mei 1923 heette de gemeente uitsluitend Genderen. Op die laatste datum ging de gemeente samen met Drongelen en Meeuwen op in de gemeente Eethen.

Gedurende enkele maanden, van 19 september 1814 tot 10 februari 1815, viel deze gemeente niet onder de provincie Noord-Brabant, maar onder Zuid-Holland.
| Ambtsperiode                   | Naam burgemeester                           | Leven      | Partij of stroming | Bijzonderheden |
| ------------------------------ | ------------------------------------------- | ---------- | ------------------ | --- |
| ???? - ????                    | ????                                        |            |                    | |
| ???? - ????                    | Adriaan Boll                                | ±1710-1769 |                    | Vader van Cornelis Adriaan Boll. Grootvader van Hermanus Eliza Verschoor. Mogelijk schoonvader van Pieter van Buuren                                                            |
| ???? - ????                    | ????                                        |            |                    | |
| ???? - ????                    | Cornelis Adriaan (C.A.) Boll                | 1748-1826  |                    | Zoon van Adriaan Boll. Oom van Valerius Geertruidus Andringa Boll en Hermanus Eliza Verschoor. Mogelijk zwager van Pieter van Buuren                                            |
| ???? - 1830                    | Bastiaan (B.) Branderhorst                  | 1765-1831  |                    | Schoonvader van Aagtje Boll (1803-1884) |
| 1830 - 1868                    | Valerius Geertruidus Andringa (V.G.A.) Boll | 1798-1878  |                    | In (een deel van?) dezelfde periode tevens burgemeester van Drongelen, Haagoort, Gansoijen en Doeveren. Vader van Marius Antonie Boll. Neef van Cornelis Adriaan Boll.          |
| 17 oktober 1868 - 2 april 1905 | Marius Antonie (M.A.) Boll                  | 1829-1905  |                    | In dezelfde periode tevens burgemeester van Drongelen, Haagoort, Gansoijen en Doeveren. Zoon van Valerius Geertruidus Andringa Boll                                             |
| juni 1905 - 1 mei 1923         | D.F. Brune (Dirk Frederik?)                 | 1871-1949  |                    | In vrijwel dezelfde periode tevens burgemeester van Drongelen, Haagoort, Gansoijen en Doeveren resp. Drongelen en burgemeester van Meeuwen. Aansluitend burgemeester van Eethen |